# Чезілгертс (Нью-Джерсі)
Чезілгертс (англ. Chesilhurst) — місто (англ. borough) в США, в окрузі Кемден штату Нью-Джерсі. Населення — 1536 осіб (2020).

## Географія
Чезілгертс розташований за координатами 39°43′53″ пн. ш. 74°52′48″ зх. д. / 39.73139° пн. ш. 74.88000° зх. д. (39.731289, -74.879927).  За даними Бюро перепису населення США в 2010 році місто мало площу 4,45 км², з яких 4,45 км² — суходіл та 0,00 км² — водойми.

## Демографія
Згідно з переписом 2010 року, у селищі мешкали 1634 особи в 582 домогосподарствах у складі 376 родин. Було 621 помешкання
Расовий склад населення:
| - 46,4 % — чорних або афроамериканців - 42,4 % — білих - 0,9 % — азіатів - 0,4 % — корінних американців - 7,0 % — осіб інших рас |

До двох чи більше рас належало 3,0 %. Частка іспаномовних становила 11,6 % від усіх жителів.
За віковим діапазоном населення розподілялося таким чином: 17,8 % — особи молодші 18 років, 62,5 % — особи у віці 18—64 років, 19,7 % — особи у віці 65 років та старші. Медіана віку мешканця становила 45,7 року. На 100 осіб жіночої статі у селищі припадало 93,8 чоловіків;  на 100 жінок у віці від 18 років та старших — 89,7 чоловіків також старших 18 років.
Середній дохід на одне домашнє господарство  становив 60 841 долар США (медіана — 53 516), а середній дохід на одну сім'ю — 76 860 доларів (медіана — 69 063). Медіана доходів становила 34 276 доларів для чоловіків та 48 125 доларів для жінок. За межею бідності перебувало 17,1 % осіб, у тому числі 18,8 % дітей у віці до 18 років та 13,2 % осіб у віці 65 років та старших.
Цивільне працевлаштоване населення становило 682 особи. Основні галузі зайнятості: освіта, охорона здоров'я та соціальна допомога — 26,2 %, роздрібна торгівля — 15,0 %, мистецтво, розваги та відпочинок — 10,1 %, науковці, спеціалісти, менеджери — 9,7 %.